# Simão Sabrosa
Simão Pedro Fonseca Sabrosa, noto semplicemente come Simão, OIH – (pronuncia portoghese [siˈmɐ̃w̃]; Constantim, 31 ottobre 1979) è un ex calciatore portoghese, di ruolo centrocampista.

## Biografia
Ha preso parte a numerose campagne pubblicitarie. Nel 2010 è stato scelto come testimonial dalla catena di fast food McDonald's per uno spot pubblicitario in vista dei Mondiali 2010.
È stato inoltre utilizzato come uomo copertina - insieme a Frank Lampard - dell'edizione portoghese del videogioco calcistico FIFA 10.
Nel marzo 2009 chiese un permesso all'Atlético Madrid per poter volare in Portogallo in modo da contribuire alle ricerche del nipote di quattro anni Diogo, scomparso - e poi ritrovato privo di vita, causa annegamento - al mare a Matosinhos.

## Caratteristiche tecniche
Agiva prevalentemente da ala sinistra, pur essendo in grado di adattarsi a trequartista. Molto abile nel dribbling - che abbinato a una notevole velocità gli consentiva di saltare con facilità l'avversario - era in grado di eseguire passaggi con estrema precisione.
Era inoltre uno specialista nell'esecuzione dei calci piazzati, che si trattasse di rigori o di punizioni.

## Carriera

### Club
Muove i suoi primi passi nel settore giovanile dello Sporting Lisbona. Dopo aver trascorso cinque anni nelle giovanili della società portoghese, viene aggregato in prima squadra all'età di 17 anni.
Esordisce in prima squadra nel 1997 contro il Gil Vicente (3-0 il finale), trovando la via della rete un minuto dopo il suo ingresso in campo. Il 1º ottobre 1997 esordisce in Champions League in Lierse-Sporting Lisbona (1-1), subentrando al posto di Pedro Barbosa al 65'.
Voluto fortemente da Louis Van Gaal, nel 1999 viene acquistato dal Barcellona per 10 milioni di euro. Esordisce con i blaugrana l'8 agosto 1999 in Valencia-Barcellona (1-0), incontro di andata della Supercoppa di Spagna, subentrando al 60' al posto di Boudewijn Zenden. Il 18 settembre esordisce nella Liga contro l'Alavés.
Complice alcune prestazioni sotto tono, viene relegato in panchina. La perdita del posto da titolare gli causerà l'esclusione dagli Europei 2000 con il Portogallo.
Nelle successive stagioni gioca ancora molto bene e convince gli osservatori del Barcellona a proporgli un contratto nella compagine spagnola, con la quale gioca due anni, dal 1999 al 2001 senza convincere e andando spesso in panchina o addirittura in tribuna; Simão decide allora di tornare in Portogallo, nel Benfica, che crede in lui e viene ripagato, tanto da arrivare alla conquista del titolo nazionale dopo 15 anni dall'ultimo (2005).
Nel 2006 la compagine portoghese arriva fino ai quarti di finale della Champions League, dove incontra, ed è eliminata, proprio dal Barcellona, poi vincitrice del trofeo. Simão segna due gol, uno all'Old Trafford (contro il Manchester United) ed uno ad Anfield (contro il Liverpool).
Nel 2007 il Benfica partecipa alla Champions League, ma non supera la fase a gironi. Partecipa quindi alla fase ad eliminazione diretta della Coppa UEFA e giunge fino ai quarti di finale; Simão segna 4 gol nella competizione.
Il 26 luglio 2007 passa per 20 milioni di euro all'Atlético Madrid.
Con i colchoneros vince la UEFA Europa League nella stagione 2009-2010 (finale contro il Fulham) e nell'agosto 2010 la Supercoppa europea contro l'Inter, servendo in quest'ultima partita l'assist a Sergio Agüero in occasione del gol del definitivo 2-0.
Il 22 dicembre 2010 passa per 900.000 euro al Beşiktaş, in Turchia. Il calciatore firma un contratto valido per due anni e mezzo. L'accordo prevede un compenso di 2.2 milioni di euro a salire fino ad un massimo di 2.5 milioni. L'11 maggio 2011 solleva il suo primo trofeo con i bianconeri, battendo l'İstanbul B.B. - suo è il tiro decisivo che consegna il trofeo alle Aquile Nere - ai calci di rigore nella finale della Coppa di Turchia.
L'8 marzo 2012 affronta l'Atlético Madrid da avversario al Vicente Calderón agli ottavi di finale di Europa League, andando a segno contro la sua ex squadra.
Il 18 agosto 2012 torna in Spagna legandosi per due stagioni all'Espanyol. Complice una condizione fisica approssimativa, il tecnico Mauricio Pochettino lo relega ai margini della rosa. Con l'arrivo di Javier Aguirre sulla panchina dei catalani torna ad essere utilizzato con continuità.
Il 22 maggio 2014 la società annuncia che il calciatore lascerà la squadra a fine stagione.
Dopo un anno di inattività, il 25 giugno 2015 viene tesserato dal NorthEast United, in India. Nominato capitano della squadra, esordisce nella Indian Super League - complice un infortunio che lo costringe a saltare i primi impegni - il 20 ottobre contro il Chennaiyin, subentrando al 74' al posto di Francis Dadzie. Una sua rete su rigore al 90' consente alla squadra di sbloccare l'incontro, poi terminato 2-0. Conclusa l'esperienza in India annuncia il proprio addio al calcio giocato.

#### Dopo il ritiro
Il 14 settembre 2017 assume l'incarico di capo delle relazioni internazionali del Benfica.

### Nazionale

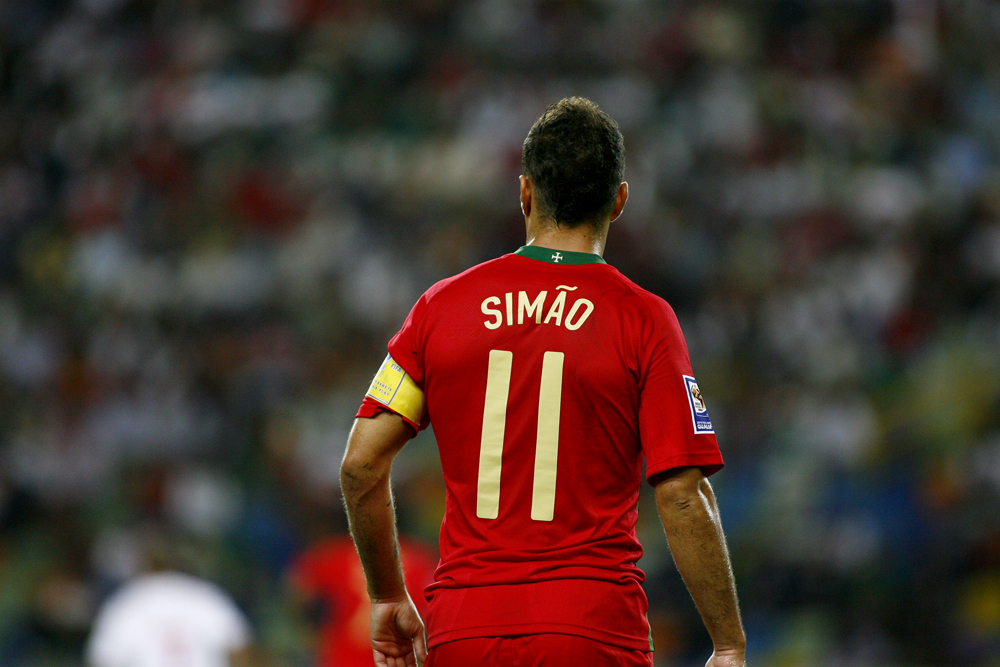
Simão con la maglia della Nazionale portoghese.

In Nazionale ha fatto parte di quasi tutte le formazioni Under-, a cominciare dall'Under 16 nel 1996 per arrivare in nazionale maggiore già nel 1998.
Non è stato convocato per gli Europei del 2000 a causa del suo rendimento con il Barcellona; ha saltato i Mondiali del 2002 per infortunio.
Ha partecipato agli Europei del 2004, col Portogallo sconfitto in finale dalla Grecia.
Ai Mondiali del 2006, il Portogallo giunge al 4º posto, sconfitto in semifinale dalla Francia e nella finalina dalla Germania; Simão segna un gol contro il Messico nella fase a gironi. Agli Europei del 2008, tenutisi in Austria e Svizzera, gioca tre partite senza segnare.
Nelle qualificazioni ai Mondiali del 2010 è il capocannoniere del Portogallo con 4 gol.
In Sudafrica segna un gol nella larga vittoria contro la Corea del nord (7-0). Il Portogallo esce agli ottavi, sconfitto dalla Spagna, poi vincitrice del torneo.
Il 27 agosto 2010 annuncia il proprio ritiro dalla Nazionale.

## Oltre il calcio
Nel 2016 commenta per il canale portoghese Sport TV gli europei di calcio di Francia 2016.

## Statistiche

### Presenze e reti nei club
Statistiche aggiornate al 28 novembre 2015.
| Stagione                | Squadra                 | Campionato              | Campionato | Campionato | Coppe nazionali | Coppe nazionali | Coppe nazionali | Coppe continentali | Coppe continentali | Coppe continentali | Altre coppe | Altre coppe | Altre coppe | Totale | Totale |
| Stagione                | Squadra                 | Comp                    | Pres       | Reti       | Comp            | Pres            | Reti            | Comp               | Pres               | Reti               | Comp        | Pres        | Reti        | Pres   | Reti   |
| ----------------------- | ----------------------- | ----------------------- | ---------- | ---------- | --------------- | --------------- | --------------- | ------------------ | ------------------ | ------------------ | ----------- | ----------- | ----------- | ------ | ------ |
| 1996-1997               | Sporting Lisona         | PL                      | 2          | 1          | CP              | 1               | 0               | -                  | -                  | -                  | -           | -           | -           | 3      | 1      |
| 1997-1998               | Sporting Lisona         | PL                      | 21         | 1          | CP              | 3               | 0               | UCL                | 2                  | 0                  | -           | -           | -           | 26     | 1      |
| 1998-1999               | Sporting Lisona         | PL                      | 30         | 10         | CP              | 1               | 0               | CU                 | 2                  | 0                  | -           | -           | -           | 33     | 10     |
| Totale Sporting Lisbona | Totale Sporting Lisbona | Totale Sporting Lisbona | 53         | 12         |                 | 5               | 0               |                    | 4                  | 0                  |             | -           | -           | 62     | 12     |
| 1999-2000               | Barcellona              | PD                      | 21         | 1          | CR              | 3               | 0               | UCL                | 7                  | 0                  | SS          | 1           | 0           | 32     | 1      |
| 2000-2001               | Barcellona              | PD                      | 25         | 2          | CR              | 4               | 1               | UCL+CU             | 6+3                | 0                  | -           | -           | -           | 38     | 3      |
| Totale Barcellona       | Totale Barcellona       | Totale Barcellona       | 46         | 3          |                 | 7               | 1               |                    | 16                 | 0                  |             | 1           | 0           | 70     | 4      |
| 2001-2002               | Benfica                 | PL                      | 26         | 10         | CP              | 1               | 0               | -                  | -                  | -                  | -           | -           | -           | 27     | 10     |
| 2002-2003               | Benfica                 | PL                      | 33         | 18         | CP              | 0               | 0               | -                  | -                  | -                  | -           | -           | -           | 33     | 18     |
| 2003-2004               | Benfica                 | PL                      | 31         | 12         | CP              | 4               | 1               | UCL+CU             | 2+8                | 1+1                | -           | -           | -           | 45     | 15     |
| 2004-2005               | Benfica                 | PL                      | 34         | 15         | CP              | 4               | 3               | UCL+CU             | 2+8                | 0+4                | SP          | 1           | 0           | 49     | 22     |
| 2005-2006               | Benfica                 | PL                      | 24         | 9          | CP              | 3               | 2               | UCL                | 8                  | 2                  | SP          | 1           | 0           | 36     | 13     |
| 2006-2007               | Benfica                 | PL                      | 24         | 11         | CP              | 3               | 1               | UCL+CU             | 6+6                | 0+4                | -           | -           | -           | 39     | 16     |
| Totale Benfica          | Totale Benfica          | Totale Benfica          | 172        | 75         |                 | 15              | 7               |                    | 40                 | 12                 |             | 2           | 0           | 229    | 94     |
| 2007-2008               | Atlético Madrid         | PD                      | 30         | 7          | CR              | 3               | 0               | Int+CU             | 0+8                | 3                  | -           | -           | -           | 41     | 10     |
| 2008-2009               | Atlético Madrid         | PD                      | 33         | 7          | CR              | 3               | 0               | UCL                | 8                  | 2                  | -           | -           | -           | 44     | 9      |
| 2009-2010               | Atlético Madrid         | PD                      | 34         | 2          | CR              | 8               | 3               | UCL+UEL            | 8+9                | 1+1                | -           | -           | -           | 59     | 7      |
| 2010-gen. 2011          | Atlético Madrid         | PD                      | 16         | 4          | CR              | 1               | 1               | UEL                | 6                  | 1                  | SU          | 1           | 0           | 24     | 6      |
| Totale Atlético Madrid  | Totale Atlético Madrid  | Totale Atlético Madrid  | 113        | 20         |                 | 15              | 4               |                    | 39                 | 8                  |             | 1           | 0           | 168    | 32     |
| gen.-giu. 2011          | Beşiktaş                | SL                      | 15         | 5          | TK              | 5               | 3               | UEL                | -                  | -                  | -           | -           | -           | 20     | 8      |
| 2011-2012               | Beşiktaş                | SL                      | 25+6       | 3          | TK              | 2               | 0               | UEL                | 9                  | 2                  | -           | -           | -           | 42     | 5      |
| Totale Beşiktaş         | Totale Beşiktaş         | Totale Beşiktaş         | 40+6       | 8          |                 | 7               | 3               |                    | 9                  | 2                  |             | -           | -           | 62     | 13     |
| 2012-2013               | Espanyol                | PD                      | 26         | 3          | CR              | 1               | 0               | -                  | -                  | -                  | -           | -           | -           | 27     | 3      |
| 2013-2014               | Espanyol                | PD                      | 33         | 0          | CR              | 2               | 2               | -                  | -                  | -                  | -           | -           | -           | 35     | 2      |
| Totale Espanyol         | Totale Espanyol         | Totale Espanyol         | 59         | 3          |                 | 3               | 2               |                    | -                  | -                  |             | -           | -           | 62     | 5      |
| 2015                    | NorthEast United        | ISL                     | 10         | 3          | -               | -               | -               | -                  | -                  | -                  | -           | -           | -           | 10     | 3      |
| Totale Carriera         | Totale Carriera         | Totale Carriera         | 493+6      | 124        |                 | 52              | 17              |                    | 108                | 22                 |             | 4           | 0           | 663    | 163    |

### Cronologia presenze e reti in nazionale
| Cronologia completa delle presenze e delle reti in nazionale ― Portogallo | Cronologia completa delle presenze e delle reti in nazionale ― Portogallo | Cronologia completa delle presenze e delle reti in nazionale ― Portogallo | Cronologia completa delle presenze e delle reti in nazionale ― Portogallo | Cronologia completa delle presenze e delle reti in nazionale ― Portogallo | Cronologia completa delle presenze e delle reti in nazionale ― Portogallo | Cronologia completa delle presenze e delle reti in nazionale ― Portogallo | Cronologia completa delle presenze e delle reti in nazionale ― Portogallo |
| Data                                                                      | Città                                                                     | In casa                                                                   | Risultato                                                                 | Ospiti                                                                    | Competizione                                                              | Reti                                                                      | Note                                                                      |
| ------------------------------------------------------------------------- | ------------------------------------------------------------------------- | ------------------------------------------------------------------------- | ------------------------------------------------------------------------- | ------------------------------------------------------------------------- | ------------------------------------------------------------------------- | ------------------------------------------------------------------------- | ------------------------------------------------------------------------- |
| 18-11-1998                                                                | Setúbal                                                                   | Portogallo                                                                | 2 – 0                                                                     | Israele                                                                   | Amichevole                                                                | 1                                                                         | 46’                                                                       |
| 16-8-2000                                                                 | Viseu                                                                     | Portogallo                                                                | 5 – 1                                                                     | Lituania                                                                  | Amichevole                                                                | -                                                                         | 46’                                                                       |
| 3-9-2000                                                                  | Tallinn                                                                   | Estonia                                                                   | 1 – 3                                                                     | Portogallo                                                                | Qual. Mondiali 2002                                                       | -                                                                         | 71’                                                                       |
| 7-10-2000                                                                 | Lisbona                                                                   | Portogallo                                                                | 1 – 1                                                                     | Irlanda                                                                   | Qual. Mondiali 2002                                                       | -                                                                         | 77’                                                                       |
| 11-10-2000                                                                | Rotterdam                                                                 | Paesi Bassi                                                               | 0 – 2                                                                     | Portogallo                                                                | Qual. Mondiali 2002                                                       | -                                                                         | 90’                                                                       |
| 15-11-2000                                                                | Braga                                                                     | Portogallo                                                                | 2 – 1                                                                     | Israele                                                                   | Amichevole                                                                | -                                                                         | 70’                                                                       |
| 25-4-2001                                                                 | Saint-Denis                                                               | Francia                                                                   | 4 – 0                                                                     | Portogallo                                                                | Amichevole                                                                | -                                                                         | 43’                                                                       |
| 15-8-2001                                                                 | Faro                                                                      | Portogallo                                                                | 3 – 0                                                                     | Moldavia                                                                  | Amichevole                                                                | -                                                                         | 59’                                                                       |
| 1-9-2001                                                                  | Lleida                                                                    | Andorra                                                                   | 1 – 7                                                                     | Portogallo                                                                | Qual. Mondiali 2002                                                       | -                                                                         | 46’                                                                       |
| 5-9-2001                                                                  | Larnaca                                                                   | Cipro                                                                     | 1 – 3                                                                     | Portogallo                                                                | Qual. Mondiali 2002                                                       | -                                                                         | 81’                                                                       |
| 6-10-2001                                                                 | Lisbona                                                                   | Portogallo                                                                | 5 – 0                                                                     | Estonia                                                                   | Qual. Mondiali 2002                                                       | -                                                                         | 46’                                                                       |
| 13-2-2002                                                                 | Barcellona                                                                | Spagna                                                                    | 1 – 1                                                                     | Portogallo                                                                | Amichevole                                                                | -                                                                         | 46’                                                                       |
| 27-3-2002                                                                 | Porto                                                                     | Portogallo                                                                | 1 – 4                                                                     | Finlandia                                                                 | Amichevole                                                                | -                                                                         | 28’                                                                       |
| 7-9-2002                                                                  | Birmingham                                                                | Inghilterra                                                               | 1 – 1                                                                     | Portogallo                                                                | Amichevole                                                                | -                                                                         | 46’                                                                       |
| 20-11-2002                                                                | Braga                                                                     | Portogallo                                                                | 2 – 0                                                                     | Scozia                                                                    | Amichevole                                                                | -                                                                         | 78’                                                                       |
| 12-2-2003                                                                 | Genova                                                                    | Italia                                                                    | 1 – 0                                                                     | Portogallo                                                                | Amichevole                                                                | -                                                                         | 62’                                                                       |
| 29-3-2003                                                                 | Porto                                                                     | Portogallo                                                                | 2 – 1                                                                     | Brasile                                                                   | Amichevole                                                                | 1                                                                         | 87’                                                                       |
| 2-4-2003                                                                  | Losanna                                                                   | Portogallo                                                                | 1 – 0                                                                     | Macedonia                                                                 | Amichevole                                                                | -                                                                         | 56’                                                                       |
| 30-4-2003                                                                 | Eindhoven                                                                 | Paesi Bassi                                                               | 1 – 1                                                                     | Portogallo                                                                | Amichevole                                                                | 1                                                                         |                                                                           |
| 20-8-2003                                                                 | Chaves                                                                    | Portogallo                                                                | 1 – 0                                                                     | Kazakistan                                                                | Amichevole                                                                | 1                                                                         | 46’                                                                       |
| 11-10-2003                                                                | Lisbona                                                                   | Portogallo                                                                | 5 – 3                                                                     | Albania                                                                   | Amichevole                                                                | 1                                                                         | 46’                                                                       |
| 15-11-2003                                                                | Aveiro                                                                    | Portogallo                                                                | 1 – 1                                                                     | Grecia                                                                    | Amichevole                                                                | -                                                                         | 46’                                                                       |
| 19-11-2003                                                                | Leiria                                                                    | Portogallo                                                                | 8 – 0                                                                     | Kuwait                                                                    | Amichevole                                                                | -                                                                         |                                                                           |
| 18-2-2004                                                                 | Faro                                                                      | Portogallo                                                                | 1 – 1                                                                     | Inghilterra                                                               | Amichevole                                                                | -                                                                         | 46’                                                                       |
| 31-3-2004                                                                 | Braga                                                                     | Portogallo                                                                | 1 – 2                                                                     | Italia                                                                    | Amichevole                                                                | -                                                                         | 46’                                                                       |
| 28-4-2004                                                                 | Coimbra                                                                   | Portogallo                                                                | 2 – 2                                                                     | Svezia                                                                    | Amichevole                                                                | -                                                                         | 63’                                                                       |
| 29-5-2004                                                                 | Águeda                                                                    | Portogallo                                                                | 3 – 0                                                                     | Lussemburgo                                                               | Amichevole                                                                | -                                                                         |                                                                           |
| 5-6-2004                                                                  | Setúbal                                                                   | Portogallo                                                                | 4 – 1                                                                     | Lituania                                                                  | Amichevole                                                                | -                                                                         | 46’                                                                       |
| 12-6-2004                                                                 | Porto                                                                     | Portogallo                                                                | 1 – 2                                                                     | Grecia                                                                    | Euro 2004 - 1º turno                                                      | -                                                                         | 46’                                                                       |
| 16-6-2004                                                                 | Lisbona                                                                   | Russia                                                                    | 0 – 2                                                                     | Portogallo                                                                | Euro 2004 - 1º turno                                                      | -                                                                         | 63’                                                                       |
| 24-6-2004                                                                 | Lisbona                                                                   | Portogallo                                                                | 2 – 2 (8 – 7 dtr)                                                         | Inghilterra                                                               | Euro 2004 - Quarti di finale                                              | -                                                                         | 63’                                                                       |
| 4-9-2004                                                                  | Riga                                                                      | Lettonia                                                                  | 0 – 2                                                                     | Portogallo                                                                | Qual. Mondiali 2006                                                       | -                                                                         | 68’                                                                       |
| 8-9-2004                                                                  | Leiria                                                                    | Portogallo                                                                | 4 – 0                                                                     | Estonia                                                                   | Qual. Mondiali 2006                                                       | -                                                                         | 70’                                                                       |
| 9-10-2004                                                                 | Vaduz                                                                     | Liechtenstein                                                             | 2 – 2                                                                     | Portogallo                                                                | Qual. Mondiali 2006                                                       | -                                                                         | 57’                                                                       |
| 13-10-2004                                                                | Lisbona                                                                   | Portogallo                                                                | 7 – 1                                                                     | Russia                                                                    | Qual. Mondiali 2006                                                       | 1                                                                         |                                                                           |
| 9-2-2005                                                                  | Dublino                                                                   | Irlanda                                                                   | 1 – 0                                                                     | Portogallo                                                                | Amichevole                                                                | -                                                                         | 61’                                                                       |
| 26-3-2005                                                                 | Barcelos                                                                  | Portogallo                                                                | 4 – 1                                                                     | Canada                                                                    | Amichevole                                                                | -                                                                         | 46’                                                                       |
| 30-3-2005                                                                 | Bratislava                                                                | Slovacchia                                                                | 1 – 1                                                                     | Portogallo                                                                | Qual. Mondiali 2006                                                       | -                                                                         |                                                                           |
| 3-9-2005                                                                  | Faro                                                                      | Portogallo                                                                | 6 – 0                                                                     | Lussemburgo                                                               | Qual. Mondiali 2006                                                       | 2                                                                         | 62’                                                                       |
| 7-9-2005                                                                  | Mosca                                                                     | Russia                                                                    | 0 – 0                                                                     | Portogallo                                                                | Qual. Mondiali 2006                                                       | -                                                                         | 76’                                                                       |
| 8-10-2005                                                                 | Aveiro                                                                    | Portogallo                                                                | 2 – 1                                                                     | Liechtenstein                                                             | Qual. Mondiali 2006                                                       | -                                                                         | 74’                                                                       |
| 27-5-2006                                                                 | Évora                                                                     | Portogallo                                                                | 4 – 1                                                                     | Capo Verde                                                                | Amichevole                                                                | -                                                                         | 46’                                                                       |
| 3-6-2006                                                                  | Metz                                                                      | Lussemburgo                                                               | 0 – 3                                                                     | Portogallo                                                                | Amichevole                                                                | 2                                                                         | 46’                                                                       |
| 11-6-2006                                                                 | Colonia                                                                   | Angola                                                                    | 0 – 1                                                                     | Portogallo                                                                | Mondiali 2006 - 1º turno                                                  | -                                                                         |                                                                           |
| 17-6-2006                                                                 | Francoforte sul Meno                                                      | Portogallo                                                                | 2 – 0                                                                     | Iran                                                                      | Mondiali 2006 - 1º turno                                                  | -                                                                         | 88’                                                                       |
| 21-6-2006                                                                 | Gelsenkirchen                                                             | Portogallo                                                                | 2 – 1                                                                     | Messico                                                                   | Mondiali 2006 - 1º turno                                                  | 1                                                                         |                                                                           |
| 25-6-2006                                                                 | Norimberga                                                                | Portogallo                                                                | 1 – 0                                                                     | Paesi Bassi                                                               | Mondiali 2006 - Ottavi di finale                                          | -                                                                         | 34’                                                                       |
| 1-7-2006                                                                  | Gelsenkirchen                                                             | Inghilterra                                                               | 0 – 0 dts (1 – 3 dtr)                                                     | Portogallo                                                                | Mondiali 2006 - Quarti di finale                                          | -                                                                         | 63’                                                                       |
| 5-7-2006                                                                  | Monaco di Baviera                                                         | Portogallo                                                                | 0 – 1                                                                     | Francia                                                                   | Mondiali 2006 - Semifinale                                                | -                                                                         | 68’                                                                       |
| 8-7-2006                                                                  | Stoccarda                                                                 | Germania                                                                  | 3 – 1                                                                     | Portogallo                                                                | Mondiali 2006 - Finale 3º posto                                           | -                                                                         |                                                                           |
| 7-10-2006                                                                 | Porto                                                                     | Portogallo                                                                | 3 – 0                                                                     | Azerbaigian                                                               | Qual. Euro 2008                                                           | -                                                                         |                                                                           |
| 11-10-2006                                                                | Chorzów                                                                   | Polonia                                                                   | 2 – 1                                                                     | Portogallo                                                                | Qual. Euro 2008                                                           | -                                                                         | 23’                                                                       |
| 15-11-2006                                                                | Coimbra                                                                   | Portogallo                                                                | 3 – 0                                                                     | Kazakistan                                                                | Qual. Euro 2008                                                           | 2                                                                         | 51’                                                                       |
| 6-2-2007                                                                  | Londra                                                                    | Portogallo                                                                | 2 – 0                                                                     | Brasile                                                                   | Amichevole                                                                | 1                                                                         | 62’                                                                       |
| 28-3-2007                                                                 | Belgrado                                                                  | Serbia                                                                    | 1 – 1                                                                     | Portogallo                                                                | Qual. Euro 2008                                                           | -                                                                         |                                                                           |
| 22-8-2007                                                                 | Erevan                                                                    | Armenia                                                                   | 1 – 1                                                                     | Portogallo                                                                | Qual. Euro 2008                                                           | -                                                                         | 63’                                                                       |
| 8-9-2007                                                                  | Lisbona                                                                   | Portogallo                                                                | 2 – 2                                                                     | Polonia                                                                   | Qual. Euro 2008                                                           | -                                                                         | 81’                                                                       |
| 12-9-2007                                                                 | Lisbona                                                                   | Portogallo                                                                | 1 – 1                                                                     | Serbia                                                                    | Qual. Euro 2008                                                           | 1                                                                         |                                                                           |
| 17-11-2007                                                                | Leiria                                                                    | Portogallo                                                                | 1 – 0                                                                     | Armenia                                                                   | Qual. Euro 2008                                                           | -                                                                         | 77’                                                                       |
| 26-3-2008                                                                 | Düsseldorf                                                                | Grecia                                                                    | 2 – 1                                                                     | Portogallo                                                                | Amichevole                                                                | -                                                                         | 17’                                                                       |
| 31-5-2008                                                                 | Viseu                                                                     | Portogallo                                                                | 2 – 0                                                                     | Georgia                                                                   | Amichevole                                                                | 1                                                                         | 46’                                                                       |
| 7-6-2008                                                                  | Ginevra                                                                   | Portogallo                                                                | 2 – 0                                                                     | Turchia                                                                   | Euro 2008 - 1º turno                                                      | -                                                                         | 82’                                                                       |
| 11-6-2008                                                                 | Ginevra                                                                   | Rep. Ceca                                                                 | 1 – 3                                                                     | Portogallo                                                                | Euro 2008 - 1º turno                                                      | -                                                                         | 80’                                                                       |
| 19-6-2008                                                                 | Basilea                                                                   | Portogallo                                                                | 2 – 3                                                                     | Germania                                                                  | Euro 2008 - Quarti di finale                                              | -                                                                         |                                                                           |
| 20-8-2008                                                                 | Leiria                                                                    | Portogallo                                                                | 5 – 0                                                                     | Fær Øer                                                                   | Amichevole                                                                | 1                                                                         | Cap. 70’                                                                  |
| 6-9-2008                                                                  | Ta' Qali                                                                  | Malta                                                                     | 0 – 4                                                                     | Portogallo                                                                | Qual. Mondiali 2010                                                       | 1                                                                         | Cap. 75’                                                                  |
| 10-9-2008                                                                 | Lisbona                                                                   | Portogallo                                                                | 2 – 3                                                                     | Danimarca                                                                 | Qual. Mondiali 2010                                                       | -                                                                         | Cap. 72’                                                                  |
| 19-11-2008                                                                | Gama                                                                      | Brasile                                                                   | 6 – 2                                                                     | Portogallo                                                                | Amichevole                                                                | 1                                                                         | 77’                                                                       |
| 28-3-2009                                                                 | Porto                                                                     | Portogallo                                                                | 0 – 0                                                                     | Svezia                                                                    | Qual. Mondiali 2010                                                       | -                                                                         |                                                                           |
| 31-3-2009                                                                 | Losanna                                                                   | Portogallo                                                                | 2 – 0                                                                     | Sudafrica                                                                 | Amichevole                                                                | -                                                                         | 57’                                                                       |
| 6-6-2009                                                                  | Tirana                                                                    | Albania                                                                   | 1 – 2                                                                     | Portogallo                                                                | Qual. Mondiali 2010                                                       | -                                                                         | 46’                                                                       |
| 12-8-2009                                                                 | Vaduz                                                                     | Liechtenstein                                                             | 0 – 3                                                                     | Portogallo                                                                | Amichevole                                                                | -                                                                         | Cap. 62’                                                                  |
| 5-9-2009                                                                  | Copenaghen                                                                | Danimarca                                                                 | 1 – 1                                                                     | Portogallo                                                                | Qual. Mondiali 2010                                                       | -                                                                         | 71’                                                                       |
| 9-9-2009                                                                  | Budapest                                                                  | Ungheria                                                                  | 0 – 1                                                                     | Portogallo                                                                | Qual. Mondiali 2010                                                       | -                                                                         | 49’                                                                       |
| 10-10-2009                                                                | Lisbona                                                                   | Portogallo                                                                | 3 – 0                                                                     | Ungheria                                                                  | Qual. Mondiali 2010                                                       | 2                                                                         | 81’                                                                       |
| 14-10-2009                                                                | Guimarães                                                                 | Portogallo                                                                | 4 – 0                                                                     | Malta                                                                     | Qual. Mondiali 2010                                                       | 1                                                                         | Cap.                                                                      |
| 14-11-2009                                                                | Lisbona                                                                   | Portogallo                                                                | 1 – 0                                                                     | Bosnia ed Erzegovina                                                      | Qual. Mondiali 2010                                                       | -                                                                         | Cap. 88’                                                                  |
| 18-11-2009                                                                | Zenica                                                                    | Bosnia ed Erzegovina                                                      | 1 – 1                                                                     | Portogallo                                                                | Qual. Mondiali 2010                                                       | -                                                                         | Cap. 27’ - 80’                                                            |
| 3-3-2010                                                                  | Coimbra                                                                   | Portogallo                                                                | 2 – 0                                                                     | Cina                                                                      | Amichevole                                                                | -                                                                         | 46’                                                                       |
| 1-6-2010                                                                  | Covilhã                                                                   | Portogallo                                                                | 3 – 1                                                                     | Camerun                                                                   | Amichevole                                                                | -                                                                         | 46’                                                                       |
| 8-6-2010                                                                  | Johannesburg                                                              | Portogallo                                                                | 3 – 0                                                                     | Mozambico                                                                 | Amichevole                                                                | -                                                                         | Cap. 62’                                                                  |
| 15-6-2010                                                                 | Port Elizabeth                                                            | Costa d'Avorio                                                            | 0 – 0                                                                     | Portogallo                                                                | Mondiali 2010 - 1º turno                                                  | -                                                                         | 55’                                                                       |
| 21-6-2010                                                                 | Città del Capo                                                            | Portogallo                                                                | 7 – 0                                                                     | Corea del Nord                                                            | Mondiali 2010 - 1º turno                                                  | 1                                                                         | 74’                                                                       |
| 25-6-2010                                                                 | Durban                                                                    | Portogallo                                                                | 0 – 0                                                                     | Brasile                                                                   | Mondiali 2010 - 1º turno                                                  | -                                                                         | 54’                                                                       |
| 29-6-2010                                                                 | Città del Capo                                                            | Spagna                                                                    | 1 – 0                                                                     | Portogallo                                                                | Mondiali 2010 - Ottavi di finale                                          | -                                                                         | 72’                                                                       |
| Totale                                                                    |                                                                           | Presenze                                                                  | 85                                                                        |                                                                           | Reti (11º posto)                                                          | 22                                                                        |                                                                           |

## Palmarès

### Club

#### Competizioni nazionali
- Coppa di Portogallo: 1

Benfica: 2003-2004
- Campionato portoghese: 1

Benfica: 2004-2005
- Supercoppa di Portogallo: 1

Benfica: 2005
- Coppa di Turchia: 1

Beşiktaş: 2010-2011

#### Competizioni internazionali
- UEFA Europa League: 1

Atlético Madrid: 2009-2010
- Supercoppa UEFA: 1

Atlético Madrid: 2010

### Nazionale
- Campionato d'Europa Under-16: 1

Austria 1996

### Individuale
- Capocannoniere della Primeira Liga: 1

2002-2003 (18 gol, a pari merito con Fary Faye)
- Calciatore portoghese dell'anno: 1

2007